# Willem Witsen
Willem Witsen (13. srpna 1860 v Amsterdamu – 13. dubna 1923, tamtéž) byl nizozemský malíř a fotograf spojený s amsterdamským impresionistickým hnutím.

## Životopis
Witsenova práce, ovlivněná Jamesem MacNeillem Whistlerem, často zobrazovala klidnou městskou krajinu i zemědělské scény. Vytvořil také portréty a fotografie významných osobností amsterdamského uměleckého světa i dalších umělců, například francouzského symbolistického básníka Paula Verlaina.
Narodil se v bohaté rodině vládnoucí třídy, která sahá až do vládnoucích rodin 17. století, jejichž členy byli Cornelis Jan Witsen a jeho syn Nicolaes Witsen. Studoval na akademiích v Amsterdamu a Antverpách.
Jako student amsterdamské Rijksacademie van Beeldende Kunsten (Akademie výtvarných umění) spolu s Gravesandem Charlese Stormem založil Nederlandse Etsclub (Association des aquafortistes néerlandais).
Witsen patřil k Tachtigers, skupině mladých umělců, kteří v umění uplatňovali princip l'art pour l'art Art. Skupina ovlivnila nizozemský umělecký a politický život v 90. letech 19. století. Witsen psal pod pseudonymem v literárním časopise De Nieuwe Gids, který také finančně podporoval. Mezi jeho přátele patřili malíři George Hendrik Breitner, Isaac Israëls a Jan Veth a spisovatelé Lodewijk van Deyssel, Albert Verwey, Willem Kloos a Herman Gorter.
Během návštěv v Londýně se Witsen seznámil s malbami Jamese McNeilla Whistlera, jehož vliv lze vidět na Witsenově Pohledu na nábřeží Victoria v Londýně. Witsen pracoval v uměleckých koloniích v Larenu, Rotterdamu, Wijk bij Duurstede a Ede. Studoval městečko Dordrecht, když seděl na lodi, což mu poskytlo zvláštní spodní pohled, který je charakteristické pro jeho práce v tomto městě.
Po návratu do Amsterdamu se Witsen stal členem uměleckého okruhu Maatschappij Arti et Amicitiae. Byl také členem asociace umělců Sint Lucas, která je pojmenována po svatém Lukáši, patronovi malířů.
Witsenova díla jsou odlišitelná od děl současného evropského stylu, impresionismu. Jejich atmosféra je melancholická a zobrazuje strohé, zimní a temné scény. Tmavé obrazy se na své první samostatné výstavě, kterou sponzoroval amsterdamský obchodník s uměním Van Wisselingh v roce 1895, neprodávaly dobře. O několik let později, po své druhé výstavě, se osvědčil svými tisky zobrazujícími Rotterdam, Amsterdam a malovanými pohledy na Ede a jeho akvarely byly obzvláště úspěšné.

## Fotografie a dopisy
- Jeho originální fotografie ukazují zkušenosti s technikou leptu, jeho důkladné pozornosti k perspektivě, kompozici a práci v nuancích černé a bílé.
- Witsenovu korespondenci, která je důležitá z literárního i uměleckohistorického hlediska, lze přečíst na stránkách DBNL (databáze nizozemské literatury).[4][5]

## Galerie

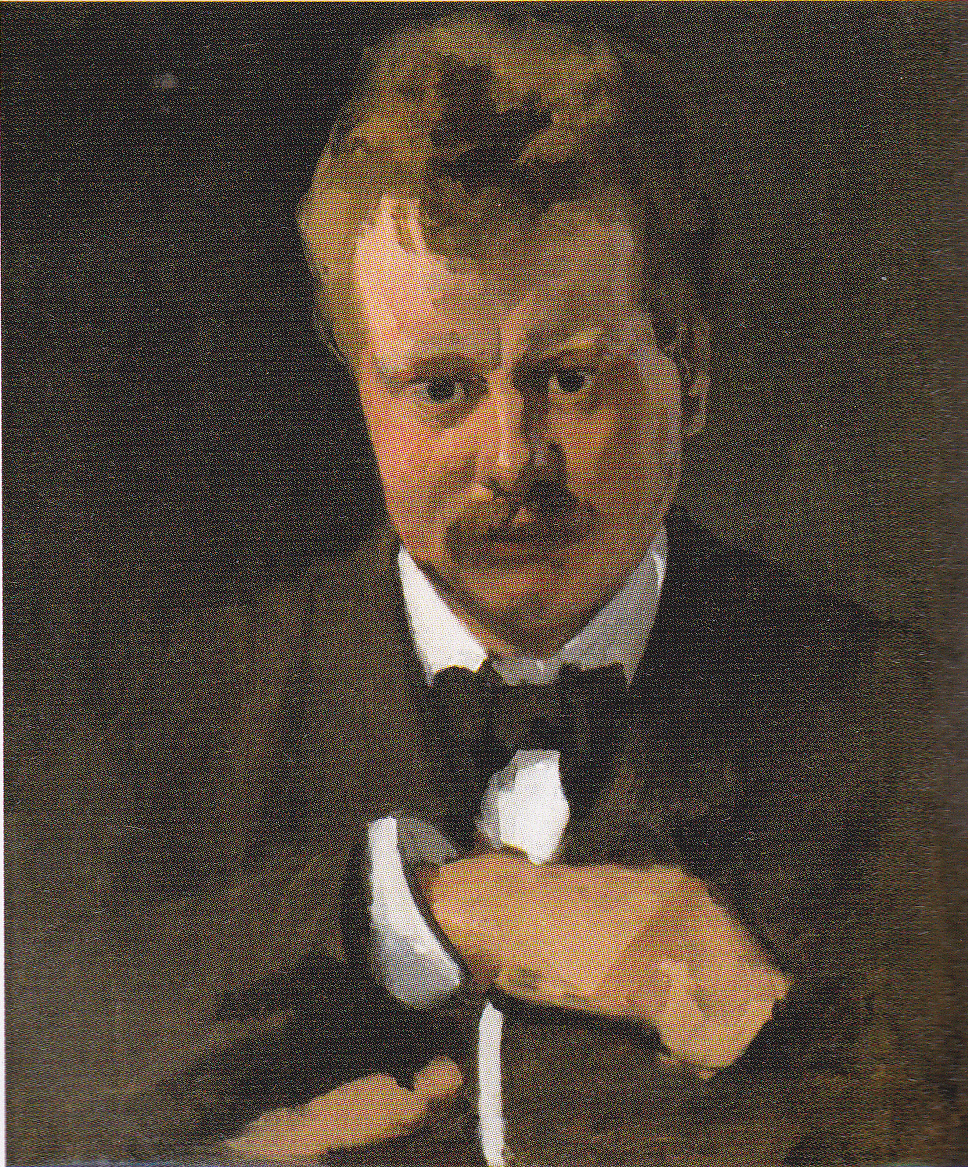
Portrét Heina Boekena
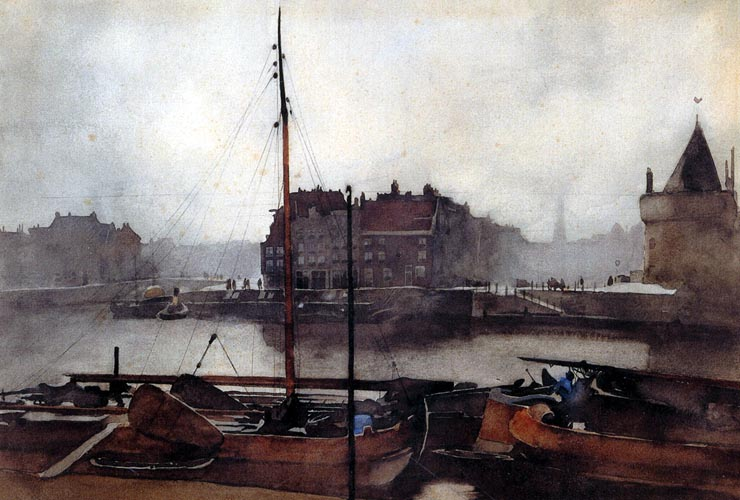
Amsterdam
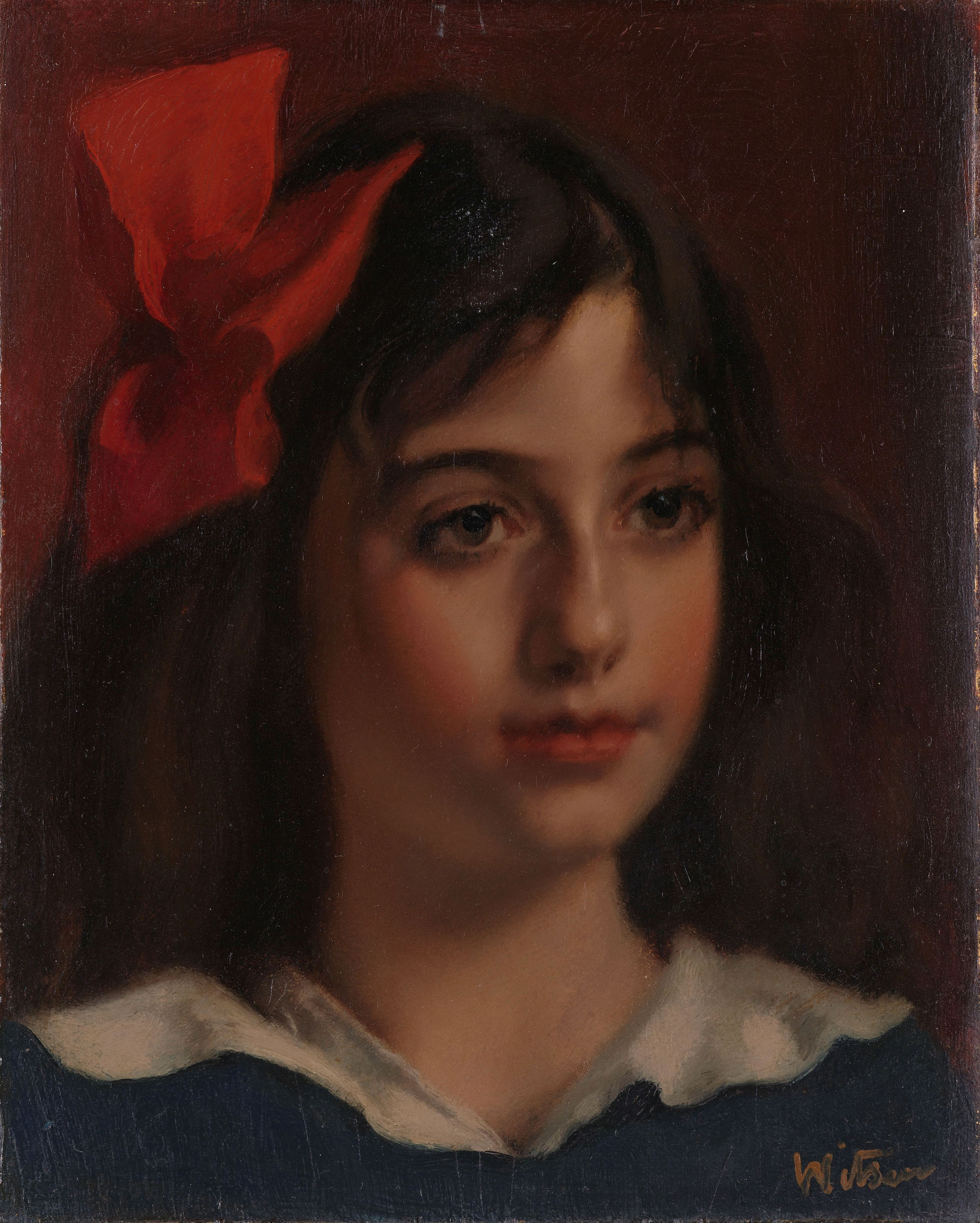
Portrét dívky
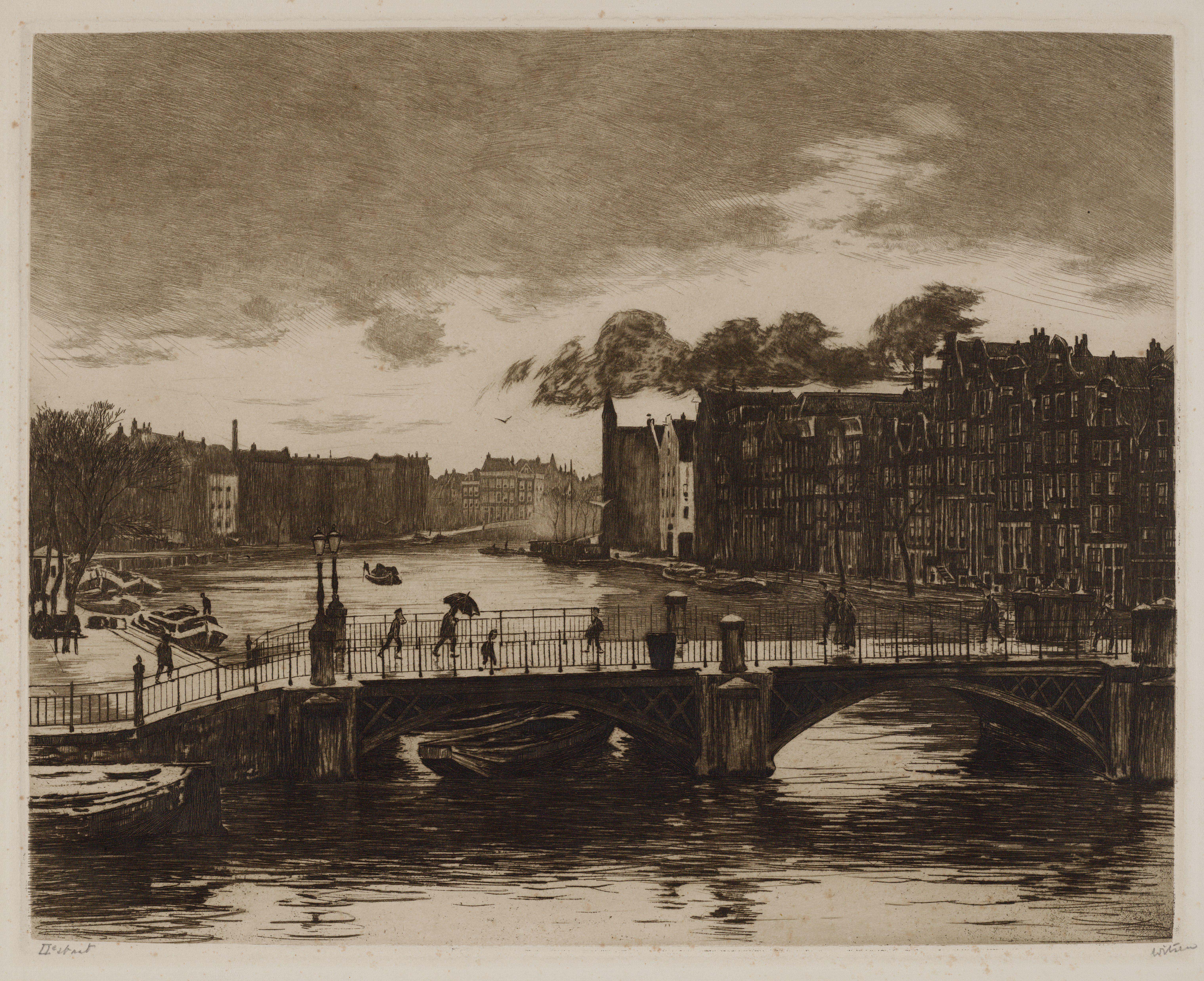
Amstel a most Halvemaansbrug a napravo čísla 84 až 120 kolem roku 1906
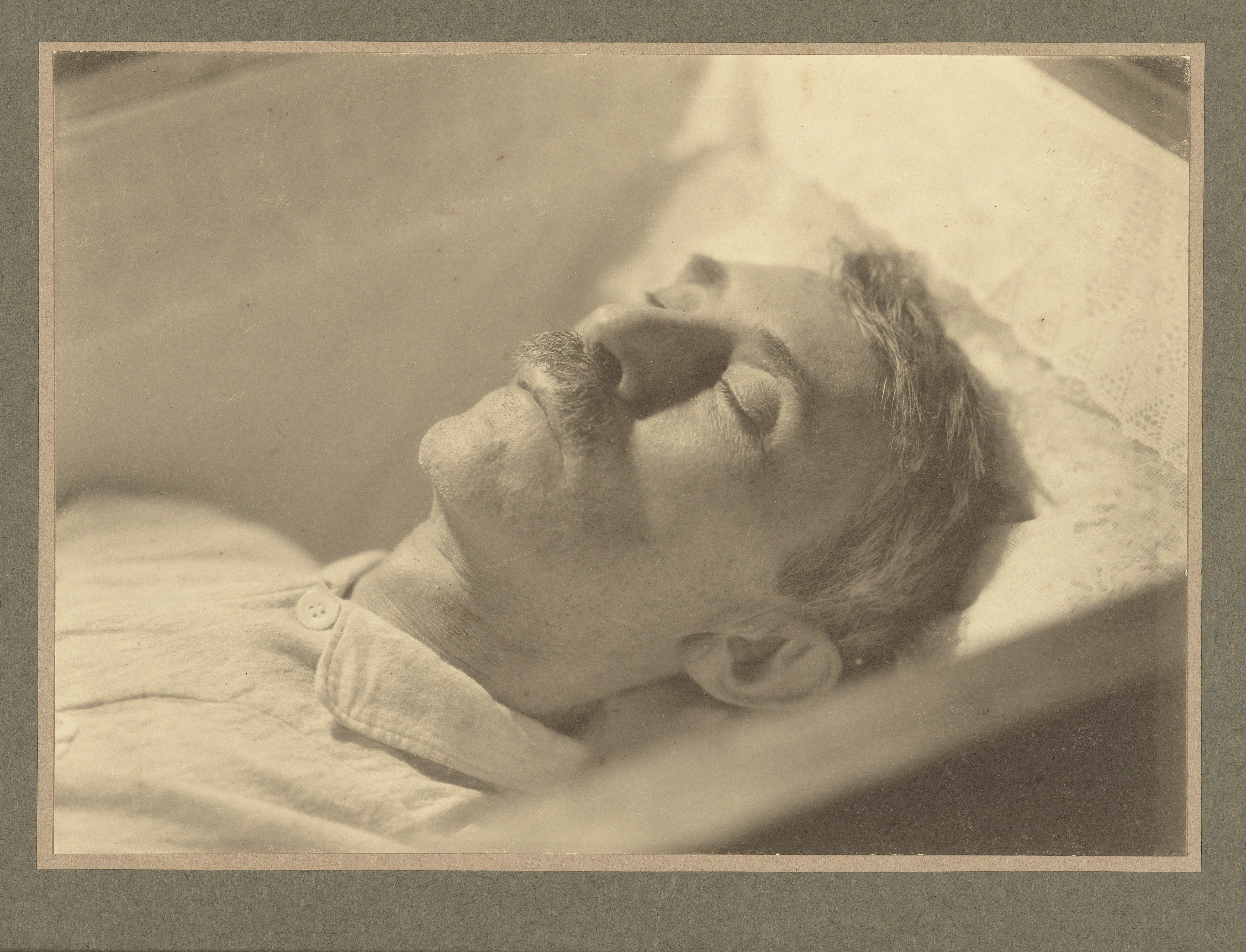
Willem Witsen op zijn doodsbed
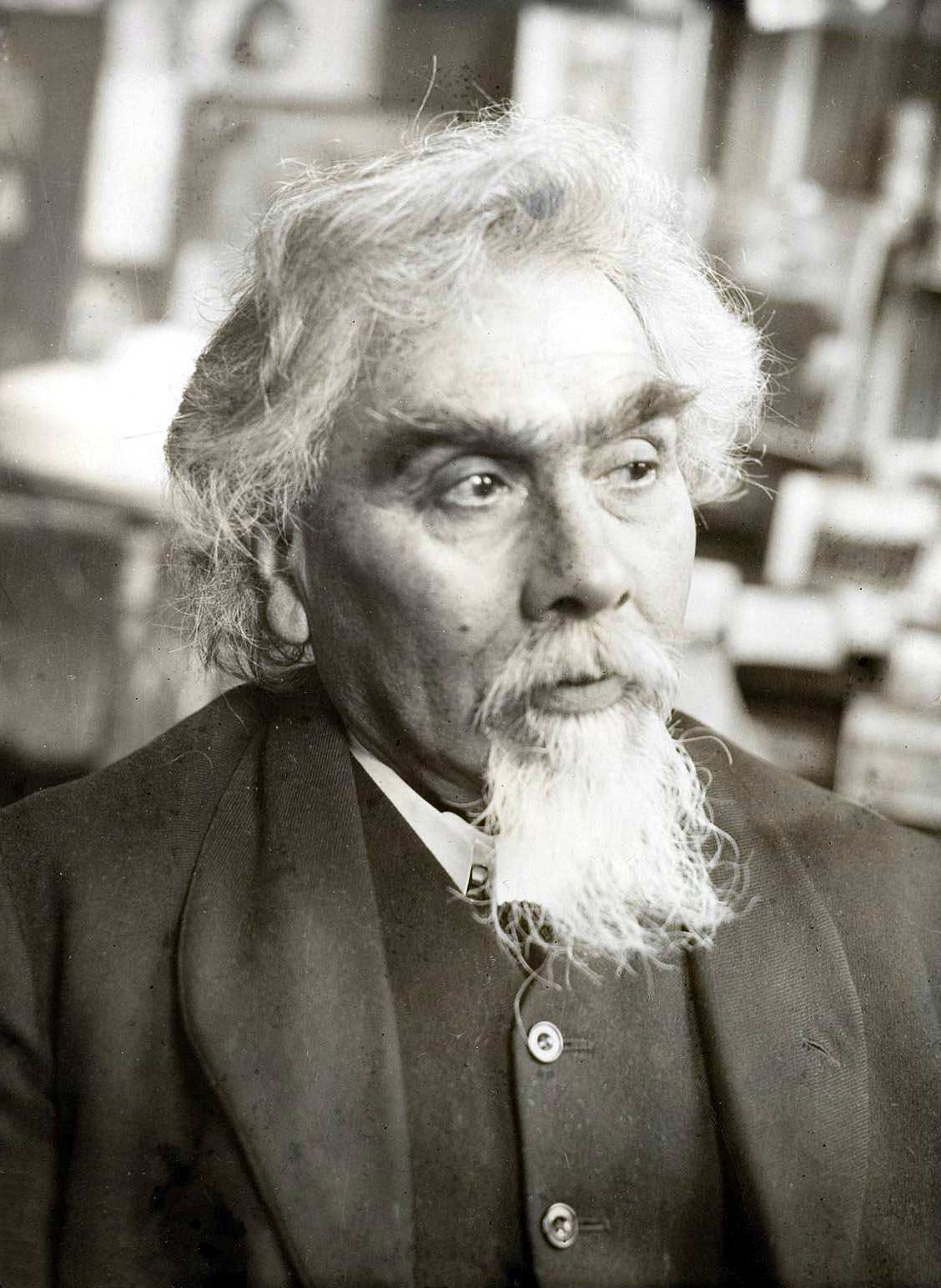
Fotoportrét Jana Tooropa